# 21 Dywizja Strzelców
21 Dywizja Strzelców – związek taktyczny piechoty Armii Czerwonej okresu wojny domowej w Rosji i wojny polsko-bolszewickiej.

## Formowanie i walki
21 Dywizja Strzelców sformowana została jesienią 1918 w guberni permskiej jako 5 Uralska Dywizja Strzelców.  
W marcu 1919, pod odwrocie nad Kamę, przemianowana na 21 Dywizję Strzelców. W składzie 2 Armii walczyła z oddziałami Kołczaka w rejonie Wotkińska, odchodząc ostatecznie za Wiatkę. Następnie brała udział w kontrofensywie Frontu Wschodniego przeciwko wojskom Kołczaka.  
W lipcu i sierpniu 1919 r. w składzie 2 Armii 21 dywizja brała udział w odbiciu z rąk białych najpierw Kunguru, a następnie Czelabińska. W bitwie o Czelabińsk uderzenie 21 dywizji na prawą flankę grupy wojsk Siergieja Wojciechowskiego było jednym z czynników, które zdecydowały o zwycięstwie czerwonych. 
We wrześniu 1919 jej 3 Brygada broniła Piotrogrodu w składzie 15 Armii, a 1 Brygada weszła w skład 9 Armii i walczyła na froncie południowym. W grudniu weszła w podporządkowanie 9 Armii i brała udział w kolejnych ofensywach przeciwko wycofującym się Siłom Zbrojnym Południa Rosji gen. Denikina. W styczniu 1920 r. uczestniczyła w operacji rostowsko-nowoczerkaskiej, w marcu 1920 r. - w operacji dońsko-manyckiej. W kwietniu 1920 została przerzucona na Front Zachodni i w składzie 16 Armii brała udział w majowej ofensywie Tuchaczewskiego. 
24 maja jej 62 Brygada Strzelców we współdziałaniu z 50 Brygadą Strzelców ze składu 17 Dywizji Strzelców bez powodzenia atakowała Czerniewicze i Osowę. 25 maja kolejne natarcie kompanii z 2 pp Leg. i 16 pp dotarło pod Murowę i uchwyciło skraj miejscowości. Kontratak odwodów 62 Brygady Strzelców zmusił Polaków do odwrotu.
W czerwcu 1920 przeszła do 15 Armii. W dniach 24 i 25 czerwca walczyła pod Czernicą i poniosła wysokie straty w walkach z 1 Dywizją Piechoty Legionów. 
W lipcu weszła w podporządkowanie 3 Armii. 
4 lipca 1920 otrzymała zadanie: sforsować Czernicę i nacierać pomiędzy jeziorem Mieżusioł a rzeką Ponją i naciera w ogólnym kierunku na Dokszyce – Parafjanowo.
1 sierpnia 1920 dywizja liczyła w stanie bojowym 6810 żołnierzy z tego piechoty 4193, a kawalerii 290. Na uzbrojeniu posiadała 122 ciężkie karabiny maszynowe i 27 dział. 
Podczas drugiej ofensywy Tuchaczewskiego walczyła też pod Lidą, Wołkowyskiem, nad Bugiem, pod Radzyminem i Nieporętem. W trakcie odwrotu znad Wisły uległa demoralizacji. Większość jej oddziałów złożyła broń pod Białymstokiem. Odtworzona we wrześniu 1920, pozostawała w odwodzie 3 Armii. Podczas bitwy nad Niemnem została skierowana pod Druskienniki przeciwko północnej grupie uderzeniowej polskiej 2 Armii. Zanim doszło do starcia otrzymała rozkaz odwrotu na Lidę. Wycofując się, poniosła duże straty w walce z oddziałami polskimi w lasach na zachód od Lidy. Osłabiona, nie potrafiła otworzyć sobie drogi odwrotu i 29 września złożyła broń. 
O świcie 2 sierpnia 1920 pod Zaszkowem jednostki 21 Dywizji Strzelców toczyły walki m.in. z pułkiem grodzieńskim, który obsadził zachodni brzeg rzeki Nurzec od ujścia do Ciechanowca.
Atak radzieckich 21 i 27 Dywizji Strzelców w dniu 13 sierpnia 1920 na Radzymin rozpoczął wsławioną w historii bitwę warszawską. 21 Dywizja Strzelców przystąpiła do walki jako pierwsza atakując gwałtownie pozycje 46 pułku piechoty i 11 Dywizji Piechoty. Złamała ich obronę i zdobyła dzięki temu Radzymin.

## Dowódcy dywizji[1]
- S. Szwanski (16 września 1918-24 września 1918)
- W. Damberg (24 września-28 października 1918)
- Gieorgij Owczinnikow (28 października 1918-2 lipca 1920)
- Iwan Smolin (VII – X 1920)[6]
- Konstantin Piadyszew (20 października 1920-21 kwietnia 1921)

## Struktura organizacyjna
Stan w sierpniu 1920:
- 61 Brygada Strzelców
- 62 Brygada Strzelców
- 63 Brygada Strzelców